# Jackiopsis
Jackiopsis  es un género de plantas con flores perteneciente a la familia de las rubiáceas. Incluye una sola especie: Jackiopsis ornata (Wall.) Ridsdale (1979).
Es nativo de Malasia.